# Championnat de France amateurs de football 1935-1936
Navigation
Championnat de France amateur 1935 Championnat de France amateur 1937
Le championnat de France amateurs de football 1935-1936 est la deuxième édition du championnat de France amateurs, appelé Challenge Jules-Rimet, compétition organisée par la Fédération française de football association entre le 19 avril et le 24 mai 1936.
Cette compétition met aux prises les champions des Ligues régionales, dans une épreuve de fin de saison. Elle est ouverte à toutes les équipes premières des sociétés, même celles disposant d'une équipe professionnelle.
Quatorze champions de Ligues participent à cette édition, qui voit l'Association sportive de Valentigney remporter le trophée, en battant en finale l'Union sportive auchelloise, par deux buts à zéro au Stade Jean-Bouin.

## Histoire
Un an après la création du Championnat de France professionnel, la Fédération française de football association met en place, en 1933, une commission d'étude d'une compétition fédérale amateur. Au conseil d'avril 1934 à Strasbourg, le projet de règlement d'une épreuve de fin de saison, qui oppose les vainqueurs de chaque Ligue, est adopté,. Le championnat de France amateur débute en avril 1935. Quatorze champions de Ligues participent à cette première édition. Le président de la FFFA, Jules Rimet, offre personnellement un trophée à la compétition qui prend alors le nom de Challenge Jules-Rimet.
Depuis 1935, la « Commission de propagande et du Championnat de France amateurs » gère l'organisation et l'administration de l'épreuve. Elle a également la charge de l'élaboration du calendrier, de la composition des poules, de l'ordre des rencontres et de l'homologation des résultats. La Commission propose également des modifications au règlement du championnat de France amateurs, statuées lors des Conseils nationaux. En plus de cette gestion du C.F.A., la Commission organise la journée nationale de propagande, les rencontres interligues et toutes rencontres ayant un but de propagande du football.
Cette deuxième édition du Championnat de France amateurs est toujours organisé avec le concours du journal Le Matin.
Dans un but de propagande du football, la Commission met en place pour cette saison 1935-1936, une journée réservée aux sélections amateurs des Ligues métropolitaines. Trois matchs sont au programme de cette journée nationale de propagande, le 8 mars 1936 : Centre-Ouest-Nord (1-3) à Niort, Centre-Ouest (3-7) à Chartres, et Auvergne-Normandie à Clermont-Ferrand; cette dernière rencontre est repoussée au 15 mars, à la suite de modifications dans le calendrier de la Ligue de Normandie, et se joue à Montluçon (1-1). Le franc succès rencontré par ces trois rencontres,, amène la «Commission de propagande et du C.F.A.» à organiser un quatrième match de propagande, Midi-Sud-Ouest, le 5 avril à Pamiers (4-3).
La Commission est composée, pour la saison 1935-1936, de MM. Duquesne (président), Fusier (vice-président), Cottereau (secrétaire), Cancel, Clayeux, Lebas et Verhaeghe.

## Participants
La compétition est ouverte à toutes les équipes premières des sociétés,, même celles disposant d'une équipe professionnelle.
L'engagement pour la deuxième édition de cette compétition, réservée aux clubs champions de Division d'Honneur des Ligues métropolitaines, est toujours facultatif et doit être adressé par les Ligues avant le 15 mars 1936,. Le nom du champion doit être connu au plus tard le 4 avril,..
La Commission de propagande et du C.F.A. enregistre l'engagement de quatorze Ligues, la Ligue de l'Ouest ne s'engageant pas. Quatorze clubs participent donc au championnat, dont onze pour la première fois. L'ASJ Châteaudun, l'Union Lorraine de Moyeuvre et le Football Club de Bordeaux-Bouscat sont les clubs les plus expérimentés dans la compétition avec une deuxième participation.
Pour le Championnat de France amateurs, comme pour toutes les compétitions organisées par la FFFA, les clubs doivent remplir aux obligations de tous les règlements en vigueur (terrain, arbitre, ballon, licences, etc.).
| Ligue                   | Champion                                                   | N°   | Ville                   | Part. | Résultat    |
| ----------------------- | ---------------------------------------------------------- | ---- | ----------------------- | ----- | ----------- |
| Alsace                  | Football-Club de Saint-Louis                               | 548  | Saint-Louis             | 1re   | poule       |
| Auvergne                | Stade clermontois                                          | 6498 | Clermont-Ferrand        | 1re   | poule       |
| Bourgogne-Franche-Comté | Association sportive de Valentigney                        | 768  | Valentigney             | 1re   | vainqueur   |
| Centre                  | Amicale des anciens élèves de l'école de la rue Saint-Jean | 1852 | Châteaudun              | 2e    | poule       |
| Centre-Ouest            | Gallia-Club Angoumoisin                                    | 6119 | Gond-Pontouvre          | 1re   | poule       |
| Lorraine                | Union Lorraine de Moyeuvre                                 | 501  | Moyeuvre-Grande         | 2e    | poule       |
| Lyonnais                | Union Sportive d'Annemasse                                 | 885  | Annemasse               | 1re   | poule       |
| Midi                    | Union sportive de Cazères                                  | 950  | Cazères                 | 1re   | poule       |
| Nord                    | Union sportive auchelloise                                 | 530  | Auchel                  | 1re   | finale      |
| Nord-Est                | Energie Troyenne                                           | 5294 | Troyes                  | 1re   | poule       |
| Normandie               | Stade havrais                                              | 210  | Le Havre                | 1re   | demi-finale |
| Ouest                   | Football Club Lorientais                                   | 4939 | Lorient                 | -     | non engagé  |
| Paris                   | Stade de l'Est                                             | 1087 | Les Pavillons-sous-Bois | 1re   | poule       |
| Sud-Est                 | Stade Sainte-Barbe                                         | 695  | La Grand-Combe          | 1re   | poule       |
| Sud-Ouest               | Football Club de Bordeaux-Bouscat                          | 228  | Le Bouscat              | 2e    | demi-finale |

## Compétition

### Formule
L'organisation de la première édition du championnat de France amateurs est conservée. Les quatorze champions régionaux sont divisés en quatre poules géographiques, deux de trois clubs, et deux de quatre, et se rencontrent en match aller uniquement. Le classement se fait par addition de points, avec trois points pour un match gagné, deux points pour un match nul, un point pour une défaite et zéro point pour un forfait. En cas d'égalité au classement à la première place, des matchs de barrage sont prévus. Trois dates sont retenues,, plus une quatrième pour d'éventuels matchs de barrage.
Les quatre vainqueurs s’affrontent en demi-finales, déterminées par tirage au sort et jouées sur terrain neutre. La finale oppose les deux vainqueurs des demi-finales. Elle a lieu, pour la première et unique fois, au Stade Jean-Bouin.

### Phase de poules
La Commission de propagande et du championnat de France amateur forme les poules dans sa séance du 16 mars, et le calendrier est publié. Les trois journées sont fixées au 19 avril, 26 avril et 3 mai 1936, plus le 10 mai pour d'éventuels matchs de barrage.

#### Poule A
Les champions des Ligues du Nord, de Lorraine et du Nord-Est se rencontrent dans cette première poule. Chaque équipe joue une fois à domicile, et une fois à l'extérieur.
Détails des matchs
| Journée 1     | UL Moyeuvre | 4 – 0 | Energie Troyenne |                 |                 |
| 19 avril 1936 |             |       |                  | Moyeuvre-Grande | Moyeuvre-Grande |

| Journée 2     | Energie Troyenne | 2 – 3 | US auchelloise |        |        |
| 26 avril 1936 |                  |       |                | Troyes | Troyes |

| Journée 3  | US auchelloise | 3 – 1 | UL Moyeuvre |        |        |
| 3 mai 1936 |                |       |             | Auchel | Auchel |

| Rang | Équipe           | Pts | J | G | N | P | Bp | Bc | GA    |
| ---- | ---------------- | --- | - | - | - | - | -- | -- | ----- |
| 1    | US auchelloise   | 6   | 2 | 2 | 0 | 0 | 6  | 3  | 2     |
| 2    | UL Moyeuvre      | 4   | 2 | 1 | 0 | 1 | 5  | 3  | 1,667 |
| 3    | Energie Troyenne | 2   | 2 | 0 | 0 | 2 | 2  | 7  | 0,286 |

#### Poule B
Les champions des Ligues de Paris, de Normandie, du Centre, et d'Auvergne se rencontrent dans cette deuxième poule. Chaque équipe joue une fois à domicile, une fois à l'extérieur et une fois sur terrain neutre, pour garantir l'équité.
Détails des matchs
| Journée 1     | Stade clermontois | 1 – 5 | Stade de l'Est |       |       |
| 19 avril 1936 |                   |       |                | Vichy | Vichy |

| Journée 1     | AAEE Saint-Jean | 0 – 0 | Stade havrais |            |            |
| 19 avril 1936 |                 |       |               | Châteaudun | Châteaudun |

| Journée 2     | Stade havrais | 3 – 1 | Stade clermontois |                    |                    |
| 26 avril 1936 |               |       |                   | Orléans (C.A.S.G.) | Orléans (C.A.S.G.) |

| Journée 2     | Stade de l'Est | 3 – 0 | AAEE Saint-Jean |                         |                         |
| 26 avril 1936 |                |       |                 | Les Pavillons-sous-Bois | Les Pavillons-sous-Bois |

| Journée 3  | Stade havrais | 1 – 0 | Stade de l'Est |          |          |
| 3 mai 1936 |               |       |                | Le Havre | Le Havre |

| Journée 3  | AAEE Saint-Jean | 1 – 0 | Stade clermontois |             |             |
| 3 mai 1936 |                 |       |                   | Châteauroux | Châteauroux |

| Rang | Équipe            | Pts | J | G | N | P | Bp | Bc | GA    |
| ---- | ----------------- | --- | - | - | - | - | -- | -- | ----- |
| 1    | Stade havrais     | 8   | 3 | 2 | 1 | 0 | 4  | 1  | 4     |
| 2    | Stade de l'Est    | 7   | 3 | 2 | 0 | 1 | 8  | 2  | 4     |
| 3    | AAEE Saint-Jean   | 6   | 3 | 1 | 1 | 1 | 1  | 3  | 0,333 |
| 4    | Stade clermontois | 3   | 3 | 0 | 0 | 3 | 2  | 9  | 0,222 |

#### Poule C
Les champions des Ligues d'Alsace, de Bourgogne-Franche-Comté, et du Lyonnais se rencontrent dans cette troisième poule. Chaque équipe reçoit et se déplace une fois. 
La Commission de Propagande et du Championnat de France amateurs reporte au 10 mai la première journée de cette poule, le champion d'Alsace n'étant pas encore connu. La Ligues du Lyonnais fait appel devant le Bureau fédéral, de la décision de la Commission de reporter le match; le Bureu fédéral dans sa séance du 27 avril rejette l'appel, mais demande à la Commission de revoir le texte du règlement sur les dates d'engagements. Le texte modifié, présenté par la Commission, est adopté à l'unanimité par le Conseil National de Juillet.
Détails des matchs
| Journée 1   | FC Saint-Louis | 2 – 1 | US Annemasse |             |             |
| 10 mai 1936 |                |       |              | Saint-Louis | Saint-Louis |

| Journée 2     | AS Valentigney | 4 – 0 | FC Saint-Louis |             |             |
| 26 avril 1936 |                |       |                | Valentigney | Valentigney |

| Journée 3  | US Annemasse | 1 – 2 | AS Valentigney |           |           |
| 3 mai 1936 |              |       |                | Annemasse | Annemasse |

| Rang | Équipe         | Pts | J | G | N | P | Bp | Bc | GA  |
| ---- | -------------- | --- | - | - | - | - | -- | -- | --- |
| 1    | AS Valentigney | 6   | 2 | 2 | 0 | 0 | 6  | 1  | 6   |
| 2    | FC Saint-Louis | 4   | 2 | 1 | 0 | 1 | 2  | 5  | 0,4 |
| 3    | US Annemasse   | 2   | 2 | 0 | 0 | 2 | 2  | 4  | 0,5 |

#### Poule D
Les champions des Ligues du Sud-Ouest, du Sud-Est, du Centre-Ouest et du Midi se rencontrent dans cette dernière poule. Chaque équipe joue une fois à domicile, une fois à l'extérieur et une fois sur terrain neutre lors de la deuxième journée, pour garantir l'équité.
La Commission du C.F.A., dans sa séance du 4 mai, se réserve l'homologation de la rencontre Cazères-Bordeaux du 19 avril; en effet, la Commission centrale des statuts et règlements a été saisie d'une demande d'évocation présentée par le FC Bordeaux-Bouscat. Cette plainte pour fraude est examinée par la CCSR lors d'une séance exceptionnelle le samedi 9 mai 1936; il en résulte que le joueur Dulon, non qualifié à l'US Cazères, a participé à la rencontre sous l'identité et avec la licence d'un joueur de l'USC. Selon le règlement du C.F.A. (Article 13), le match est perdu par pénalité par l'US Cazères au profit du FC Bordeaux-Bouscat. L'US Cazères fait alors appel auprès du Bureau fédéral, mais celui-ci confirme la décision du CCSR.
Détails des matchs
| Journée 1     | US Cazères | pénalité [4 – 2] | FC Bordeaux-Bouscat |         |         |
| 19 avril 1936 |            |                  |                     | Cazères | Cazères |

| Journée 1     | Stade Sainte-Barbe | 12 – 0 | GC Angoumoisin |                |                |
| 19 avril 1936 |                    |        |                | La Grand-Combe | La Grand-Combe |

| Journée 2     | FC Bordeaux-Bouscat | 2 – 0 | GC Angoumoisin |         |         |
| 26 avril 1936 |                     |       |                | Saintes | Saintes |

| Journée 2     | Stade Sainte-Barbe | 2 – 2 | US Cazères |                       |                       |
| 26 avril 1936 |                    |       |            | Revel (Haute-Garonne) | Revel (Haute-Garonne) |

| Journée 3  | GC Angoumoisin | 1 – 3 | US Cazères |           |           |
| 3 mai 1936 |                |       |            | Angoulême | Angoulême |

| Journée 3  | FC Bordeaux-Bouscat | 4 – 0 | Stade Sainte-Barbe |          |          |
| 3 mai 1936 |                     |       |                    | Bordeaux | Bordeaux |

| Rang | Équipe              | Pts | J | G | N | P | Bp | Bc | GA    |
| ---- | ------------------- | --- | - | - | - | - | -- | -- | ----- |
| 1    | FC Bordeaux-Bouscat | 9   | 3 | 3 | 0 | 0 | 6  | 0  | ∞     |
| 2    | Stade Sainte-Barbe  | 6   | 3 | 1 | 1 | 1 | 14 | 6  | 2,333 |
| 2    | US Cazères          | 6   | 3 | 1 | 1 | 1 | 5  | 3  | 1,667 |
| 4    | GC Angoumoisin      | 3   | 3 | 0 | 0 | 3 | 1  | 17 | 0,059 |

### Phase finale

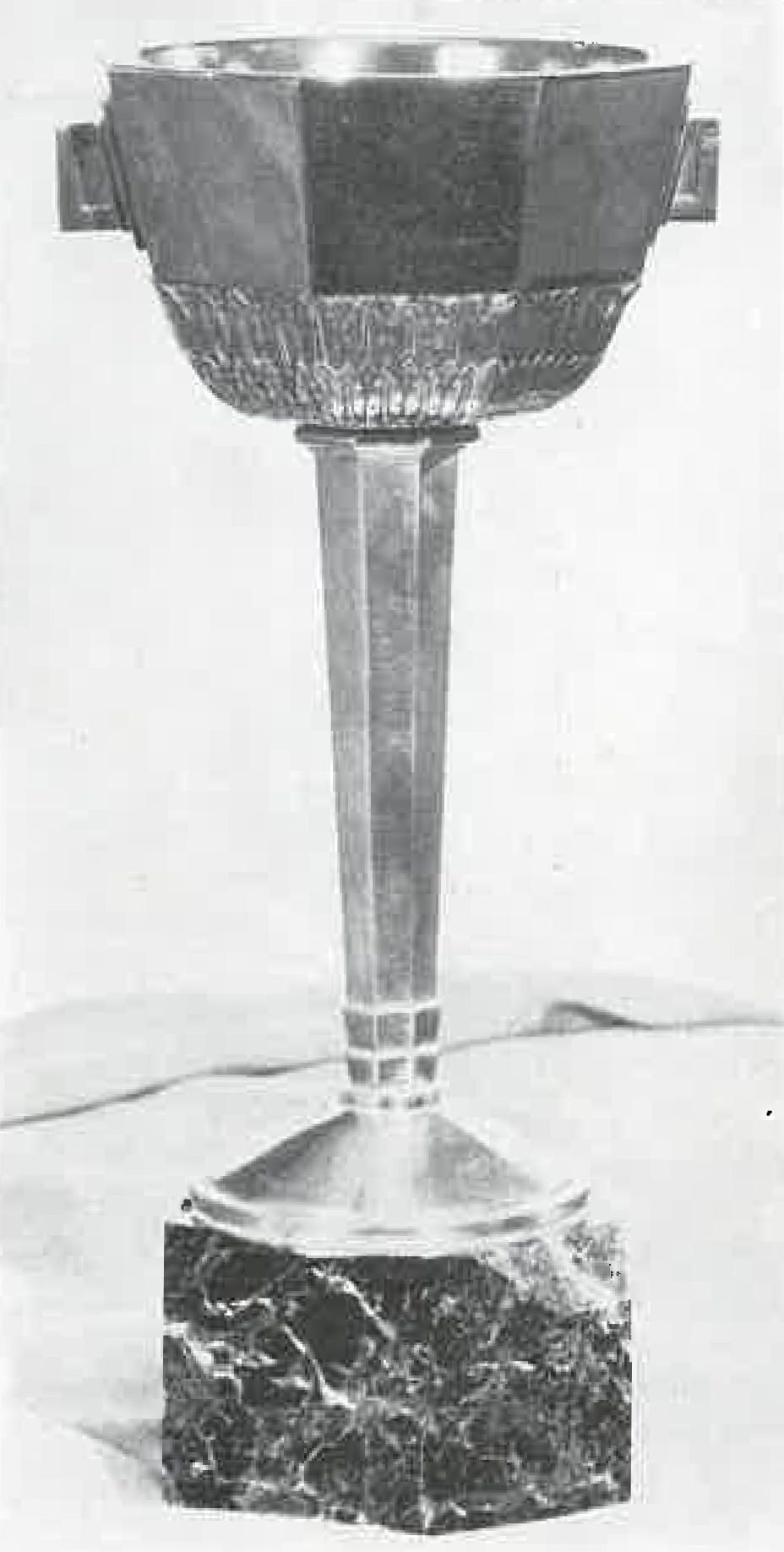
Le Challenge Jules-Rimet remis à l'Association sportive de Valentigney

La Commission de propagande et du championnat de France amateurs fixe les demi-finales au 17 mai, et la finale au 24 mai.

#### Tableau
|  | Demi-finales            | Demi-finales        | Demi-finales       | Demi-finales       |                |                | Finale             | Finale             | Finale             | Finale             |
|  |                         |                     |                    |                    |                |                |                    |                    |                    |                    |
|  | 17 mai 1936, Tours      | 17 mai 1936, Tours  | 17 mai 1936, Tours | 17 mai 1936, Tours |                |                | 24 mai 1936, Paris | 24 mai 1936, Paris | 24 mai 1936, Paris | 24 mai 1936, Paris |
|  | US auchelloise          | US auchelloise      | 3                  | 3                  |                |                | 24 mai 1936, Paris | 24 mai 1936, Paris | 24 mai 1936, Paris | 24 mai 1936, Paris |
|  | US auchelloise          | US auchelloise      | 3                  | 3                  |                |                | 24 mai 1936, Paris | 24 mai 1936, Paris | 24 mai 1936, Paris | 24 mai 1936, Paris |
|  | FC Bordeaux-Bouscat     | FC Bordeaux-Bouscat | 2                  | 2                  |                |                | 24 mai 1936, Paris | 24 mai 1936, Paris | 24 mai 1936, Paris | 24 mai 1936, Paris |
|  | FC Bordeaux-Bouscat     | FC Bordeaux-Bouscat | 2                  | 2                  | US auchelloise | US auchelloise | 0                  | 0                  |                    |                    |
|  | 17 mai 1936, Saint-Ouen |                     |                    |                    | US auchelloise | US auchelloise | 0                  | 0                  |                    |                    |
|  |                         |                     | AS Valentigney     | AS Valentigney     | 2              | 2              |                    |                    |                    |                    |
|  | Stade havrais           | Stade havrais       | AS Valentigney     | AS Valentigney     | 2              | 2              | 1                  | 1                  |                    |                    |
|  | Stade havrais           | Stade havrais       |                    |                    |                |                |                    | 1                  |                    |                    |
|  | AS Valentigney          | AS Valentigney      | 2                  | 2                  |                |                |                    |                    |                    |                    |
|  | AS Valentigney          | AS Valentigney      | 2                  | 2                  |                |                |                    |                    |                    |                    |

#### Demi-finales
Le tirage au sort des demi-finales, effectué en présence de membre du Bureau fédéral, donne les rencontres « vainqueur poule A contre vainqueur poule D » à Tours, et « vainqueur poule B contre vainqueur poule C » à Paris.
Détails des matchs
| Demi-finale 1     | US auchelloise | 3 – 2 (ap)      | FC Bordeaux-Bouscat |       |       |
| 17 mai 1936 16h00 |                | (0 – 0 / 2 – 2) |                     | Tours | Tours |

| Demi-finale 2 | Stade havrais | 1 – 2   | AS Valentigney |                                            |                                            |
| 17 mai 1936   |               | (1 – 0) |                | Saint-Ouen (terrain du Red Star Olympique) | Saint-Ouen (terrain du Red Star Olympique) |

#### Finale
La finale du championnat de France amateur se joue le 24 mai 1936, au Stade Jean-Bouin, terrain du CASG.
Cette rencontre se dispute entre l'Union sportive auchelloise, Champion de la Ligue du Nord, et l'Association sportive de Valentigney, champion de la Ligue de Bourgogne-Franche-Comté.
En lever de rideau, à 13h45, se tient un match entre le Stade de l'Est, champion de Paris de division d'honneur, et l'Association sportive de Montmorency, champion de promotion d'honneur de Paris.
Une réception est donnée à l'issue du match, au journal Le Matin, qui patronne l'épreuve. M. Rimet, président de la Fédération française de football association, remet alors les récompenses aux vainqueurs, devant une délégation officielle.
Détails du match
| Finale              | US auchelloise                                                                                        | 0 – 2   | AS Valentigney                                                                             |                        |                        |
| 24 mai 1936 15 h 30 | | (0 – 1) | Péquignot (30e) · Chavey (47e)                                                             | Arbitrage : M. Gaboril | Arbitrage : M. Gaboril |
| 24 mai 1936 15 h 30 | Hanckowiak - Brevière; Lebon - Sammer; Roba I; Dollé - Bakowski; Halgrain; Roba II; Leblond; Canesson | Équipes | Muller - Peter; Bailly - Sahm; Kenner; Dahys - Chavey; Parmégiani; Péquignot; Migot; Pahin | Arbitrage : M. Gaboril | Arbitrage : M. Gaboril |

## Bilan
Après le titre de champion de France de division d'honneur en 1927, l'Association sportive de Valentigney est champion de France amateurs pour la première et unique fois.
Le match de la poule D, du 19 avril, entre le Stade Sainte-Barbe et le GC Angoumoisin est la plus large victoire enregistrée dans une phase finale du Championnat de France amateurs : douze à zéro. C'est également le plus grand nombre de buts inscrits sur un match, à égalité avec trois autres rencontres.
À la suite du problème posé par le champion d'Alsace, connu tardivement, les textes du règlement du championnat de France amateurs sont modifiés par la Commission de propagande et du C.F.A, et validé par le Conseil national en juillet 1936..